# Trymheim
Þrymheimr ("País da Tempestade") está situado além do círculo de Midgard, elevando-se ao sul, e fica oeste de Asgard. Nesse mundo de altas montanhas que Skade foi viver, a mulher do deus vanir Njord, enquanto este foi habitar seu palácio chamado Nóatún, nas praias de Asgard. Lá habita o gigante Tiazi, pai de Skadi.